# タレント (競走馬)
タレント（英:Talent）は、イギリスの競走馬。父・ニューアプローチ、母・プロウェス、母の父・パントレセレブル。
2013年のオークスの勝ち馬である。

## 経歴
ニューアプローチのファーストクロップとして、サマセットのウェリントン近郊にあるアッシュブリトルスタッドにより生産された。同じファーストクロップとしては2000ギニーを制したドーンアプローチや、ダンテステークスを制したリバータリアンなどがいる。
タレントはアッシュブリトルスタッドのオーナーであるジェームズ・ローウェルとマーク・ディクソンにより共同所有された。

## 戦績
ハンプシャーのアンドーヴァー近郊のラルフ・ベケット調教師のもとで訓練が開始された。ベケットは、この馬のことを「非常に頑固でたくましく、行うすべてのことに対してタフであるところを見せてくれる」と述べている。
2012年8月のデビュー戦では6ハロン戦を選び、3着に敗れたものの、2戦目の7ハロン戦で初勝利を挙げた。2013年初出走だったイギリスの準重賞、プリティーポリーステークス（芝10ハロン戦）を1/2馬身差で勝ってオークスへと駒を進めた。
2013年5月31日に行われたオークスでは、後方2番手を追走し、直線入り口で挟まれて下がるシーンもあったが、残り2ハロンで外に持ち出し一気に突き抜け、同厩舎で2番人気のガリレオ産駒、シークレットジェスチャーに3馬身3/4差をつけて完勝し、重賞初勝利をG1で挙げた。
同年の1000ギニーをスカイランタンで勝利し、イギリスのクラシック初勝利を挙げたばかりだったリチャード・ヒューズ騎手は異なる馬で2冠を達成した。
またベケットは、2008年のルックヒア以来となるオークス2勝目を挙げた。ルックヒアは単勝34倍、タレントが単勝21倍とどちらも人気薄の馬での勝利となった。
その後は勝ちきれないレースが続き、2014年8月のヨークシャーオークス5着を最後に現役を引退した。

## 血統表
| タレントの血統            | タレントの血統                   | タレントの血統                   | （血統表の出典）                 | （血統表の出典）     |
| 父系                      | サドラーズウェルズ系             | サドラーズウェルズ系             | サドラーズウェルズ系             |                      |
| 父 New Approach 栗毛 2005 | 父の父*Galileo 鹿毛 1998         | Sadler's Wells 1981              | Northern Dancer 1961             | Northern Dancer 1961 |
| 父 New Approach 栗毛 2005 | 父の父*Galileo 鹿毛 1998         | Sadler's Wells 1981              | Fairy Bridge 1975                |                      |
| 父 New Approach 栗毛 2005 | 父の父*Galileo 鹿毛 1998         | Urban Sea 1989                   | Miswaki 1978                     | Miswaki 1978         |
| 父 New Approach 栗毛 2005 | 父の父*Galileo 鹿毛 1998         | Urban Sea 1989                   | Allegretta 1978                  |                      |
| 父 New Approach 栗毛 2005 | 父の母Park Express 黒鹿毛 1983   | Ahonoora 1975                    | Lorenzaccio 1965                 | Lorenzaccio 1965     |
| 父 New Approach 栗毛 2005 | 父の母Park Express 黒鹿毛 1983   | Ahonoora 1975                    | Helen Nichols 1966               |                      |
| 父 New Approach 栗毛 2005 | 父の母Park Express 黒鹿毛 1983   | Matcher 1966                     | Match 1958                       | Match 1958           |
| 父 New Approach 栗毛 2005 | 父の母Park Express 黒鹿毛 1983   | Matcher 1966                     | Lachine 1960                     |                      |
| 母 Prowess 栗毛 2003      | 母の父Peintre Celebre 栗毛 1994  | Nureyev 1977                     | Northern Dancer 1961             | Northern Dancer 1961 |
| 母 Prowess 栗毛 2003      | 母の父Peintre Celebre 栗毛 1994  | Nureyev 1977                     | Special 1969                     |                      |
| 母 Prowess 栗毛 2003      | 母の父Peintre Celebre 栗毛 1994  | Peinture Bleue 1987              | Alydar 1975                      | Alydar 1975          |
| 母 Prowess 栗毛 2003      | 母の父Peintre Celebre 栗毛 1994  | Peinture Bleue 1987              | Petroleuse 1978                  |                      |
| 母 Prowess 栗毛 2003      | 母の母Yawl 鹿毛 1990             | Rainbow Quest 1981               | Blushing Groom 1974              | Blushing Groom 1974  |
| 母 Prowess 栗毛 2003      | 母の母Yawl 鹿毛 1990             | Rainbow Quest 1981               | I Will Follow 1975               |                      |
| 母 Prowess 栗毛 2003      | 母の母Yawl 鹿毛 1990             | Bireme 1977                      | Grundy 1972                      | Grundy 1972          |
| 母 Prowess 栗毛 2003      | 母の母Yawl 鹿毛 1990             | Bireme 1977                      | Ripeck (Family: 11-d) 1959       |                      |
| 母系(F-No.)               | ヌレイエフ系(FN:11-d)            | ヌレイエフ系(FN:11-d)            | ヌレイエフ系(FN:11-d)            |                      |
| 5代内の近親交配           | サドラーズウェルズ=ヌレイエフ3×3 | サドラーズウェルズ=ヌレイエフ3×3 | サドラーズウェルズ=ヌレイエフ3×3 |                      |